# Elezioni legislative in Portogallo del 1957
Le elezioni legislative in Portogallo del 1957 si tennero il 3 novembre per il rinnovo dell'Assemblea Nazionale.

## Legge elettorale
Come per le tornate elettorali precedenti a questa, i territori portoghesi erano divisi in 21 collegi plurinominali e in un collegio uninominale per le isole Azzorre. I 22 collegi eleggevano un totale di 120 membri, 13 dei quali provenivano dalle colonie portoghesi.
Gli aventi diritto potevano cancellare i nomi dei candidati dalla lista elettorale, ma non sostituirli con altre preferenze. Potevano votare tutti gli uomini che avessero compiuto 21 anni d'età purché fossero alfabetizzati oppure pagassero almeno 100 escudi in tasse e tutte le donne, sempre con un'età minima di 21 anni, purché avessero completato il ciclo di istruzione secondaria, o se pagassero almeno 100 escudi in tasse oppure se fossero delle capofamiglia.

## Campagna elettorale
Anche se la maggioranza dei canddiati dell'opposizione boicottò le elezioni in segno di protesta, un totale di 34 candidati tentarono comunque di parteciparvi. Di questi 12 si candidarono per il collegio di Lisbona, 10 per quello di Porto, 6 per quello di Aveiro e altri 6 per quello di Braga. I candidati di Lisbona non poterono competere in quanto la loro candidatura fu in ritardo di un giorno rispetto al termine ultimo di presentazione, mentre i candidati di Porto e Aveiro si ritirarono dopo la mancata garanzia di poter controllare lo svolgimento dello spoglio dei voti nei singoli seggi. Di conseguenza, soltanto i 6 candidati di Braga parteciparono.
Tutti i restanti candidati appartenevano all'Unione Nazionale.

## Risultati
|                                           |                      |           |       |           |         |  |
| Partito                                   | Partito              | Voti      | %     | Seggi     | +/-     |  |
|                                           | Unione Nazionale     | 801 000   | 87,86 | 120 / 120 | Stabile |  |
| Liste di opposizione                      | Liste di opposizione | 90 300    | 12,14 | 0 / 120   | Stabile |  |
|                                           |                      |           |       |           |         |  |
| Non validi/Bianchi                        | Non validi/Bianchi   | 1318      | 0,14  | –         |         |  |
| Totale                                    | Totale               | 911 618   | 100   | 120       |         |  |
| Con diritto di voto                       | Con diritto di voto  | 1 294 368 | –     | –         |         |  |
| Affluenza                                 | Affluenza            | –         | 70,4  | –         | 2,2     |  |
|                                           |                      |           |       |           |         |  |
| Fonte: Nohlen & Stöver, voti approssimati |                      |           |       |           |         |  |

Nel collegio di Lisbona l'Unione Nazionale ottenne soltanto il 55,3% dei voti.